# Cuba nos Jogos Olímpicos de Verão de 1900
Cuba participou dos Jogos Olímpicos de Verão de 1900 em Paris, na França. O país estreou-se nesta edição dos Jogos, conquistando 2 medalhas.

## Medalhas[2]
| Nome        | Esporte | Competição                |
| ----------- | ------- | ------------------------- |
| Ouro        |         |                           |
| Ramón Fonst | Esgrima | Espada (M)                |
| Prata       |         |                           |
| Ramón Fonst | Esgrima | Espada Amador-Masters (M) |